# اینورل
اینورل (به انگلیسی: Inverell) یک شهرک در استرالیا است که در نیو ساوت ولز واقع شده‌است.